# Gorilla
 For alternative betydninger, se Gorilla (flertydig). (Se også artikler, som begynder med Gorilla)
Gorillaer (Gorilla) er en slægt af store menneskeaber, og samtidigt de største af primaterne. De er planteædere, og bebor skovene i det centrale Afrika. Gorillaer er truet af udryddelse og er mål for krybskytteri.

## Beskrivelse og levevis
Hannerne bliver mellem 1,65 m og 1,75 m høje og vejer mellem 140 kg og 165 kg. Hunnerne vejer omkring det halve af hannerne. 
Hunnerne er drægtige i 8½ måned og der går normalt 3-4 år mellem fødslerne. De spæde gorillaer bliver hos moderen i 3-4 år. Hunnen bliver kønsmoden i 10-12 års alderen, hannen i 11-13 års alderen. Gorillaer lever mellem 30 og 50 år. 
En gorillaflok ledes af en såkaldt silverback (sølvryg), en stærk han, normalt over 12 år gammel. Silverbacken leder typisk en flok på mellem 5-30 gorillaer og træffer beslutninger omkring sikkerhed, fødesteder o.lign.

## Klassifikation
Forskere bliver hele tiden bedre til at fastslå slægtskabet mellem forskellige gorillapopulationer bl.a. gennem genteknologi. Den nyeste forskning lister to anerkendte arter med fire underarter.
Gorilla gorilla, Vestlig gorilla
- Gorilla gorilla gorilla Vestlig lavlandsgorilla
- Gorilla gorilla diehli Cross River gorilla

Gorilla beringei, Østlig gorilla
- Gorilla beringei beringei, Bjerggorilla
- Gorilla beringei graueri, Østlig lavlandsgorilla

Genteknologi viser også at gorillaen og mennesket er nært beslægtet. De store menneskeabers og menneskets genom er på omkring 20.000 gener, og forskellen mellem generne er ganske lille. Ny dansk forskning viser, at gorillaens gener er 98%, chimpansens 99% og orangutangens 97% de samme som menneskets gener.

## Eksterne links
1. ↑  Gorillaens genom giver Gorillaens genom giver ny viden om menneskets udvikling viden om menneskets udvikling

- Verdens mest sjældne gorilla fanget på video. Videnskab.dk
- Store abers levesteder er skrumpet voldsomt. Videnskab.dk